# EULeaks
Das Internetportal EU-Leaks soll es Whistleblowern ermöglichen, Unterlagen zu den Themen des Europäischen Parlaments und anderer EU-Institutionen auf sicherem Wege zu veröffentlichen. Die an dem Portal beteiligten zwölf Abgeordneten der Grünen-Fraktion im Europaparlament beabsichtigen, die Arbeit des Sichtens der eingehenden Dokumente thematisch untereinander aufzuteilen. Die Initiatoren planen, die Kontrolle über die Plattform innerhalb der Grünen-Fraktion zu belassen, um sichergehen zu können, dass die Informationen im Sinne der Ziele der Europäischen Union verwendet werden. Zugleich sollen die Informationen ungefiltert an Journalisten weitergegeben werden.

## Intention der Initiatoren
Nach eigenen Angaben erhoffen sich die Initiatoren, durch die Plattform für ihre Tätigkeit notwendige Informationen zu erhalten. Es sollen gezielt solche Informationen gesammelt werden können, die EU-Institutionen betreffen. Den Informationslieferanten soll ein sicherer Kanal angeboten werden. Die Idee für das Projekt entstand vor dem Hintergrund der Luxemburg-Leaks- und Dieselgate-Dokumente, die den Mitgliedern des Europäischen Parlaments nur mit großen Schwierigkeiten zugänglich waren. Die Initiatoren sind davon überzeugt, dass Informationen von Whistleblowern dem öffentlichen Interesse dienen.

## Technik
Die Plattform ist so konfiguriert, dass sie ausschließlich in Verbindung mit dem Tor-Browser ein Hochladen von Dokumenten erlaubt.
Die Informationslieferanten können auf der Plattform Informationen ablegen, ohne dass Rückschlüsse auf den Absender möglich sind.

## Initiatoren
- Pascal Durand
- Bas Eickhout
- Sven Giegold
- Benedek Jávor
- Eva Joly
- Philippe Lamberts
- Ernest Maragall
- Michel Reimon
- Michèle Rivasi
- Molly Scott Cato
- Bart Staes
- Ernest Urtasun

Quelle: